# Gert Abma
Gert Abma (Genemuiden, 28 januari 1966) is een Nederlands voormalig profvoetballer die uitkwam voor PEC Zwolle.

## Carrièrestatistieken
| Seizoen         | Club            | Land            | Competitie      | Competitie | Competitie | Beker | Beker | Internationaal | Internationaal | Overig | Overig | Totaal | Totaal |
| Seizoen         | Club            | Land            | Competitie      | Wed.       | Dlp.       | Wed.  | Dlp.  | Wed.           | Dlp.           | Wed.   | Dlp.   | Wed.   | Dlp.   |
| --------------- | --------------- | --------------- | --------------- | ---------- | ---------- | ----- | ----- | -------------- | -------------- | ------ | ------ | ------ | ------ |
| 1986/87         | PEC Zwolle '82  | Nederland       | Eerste divisie  | 13         | 0          | –     | 0     | –              | –              | –      | –      | 13     | 0      |
| 1987/88         | PEC Zwolle '82  | Nederland       | Eredivisie      | 33         | 0          | –     | 0     | –              | –              | –      | –      | 33     | 0      |
| 1988/89         | PEC Zwolle '82  | Nederland       | Eredivisie      | 33         | 0          | –     | 0     | –              | –              | –      | –      | 33     | 0      |
| 1989/90         | PEC Zwolle '82  | Nederland       | Eredivisie      | 30         | 0          | –     | 0     | –              | –              | –      | –      | 30     | 0      |
| 1990/91         | FC Zwolle       | Nederland       | Eerste divisie  | 35         | 0          | –     | 0     | –              | –              | –      | –      | 35     | 0      |
| Carrière totaal | Carrière totaal | Carrière totaal | Carrière totaal | 144        | 0          | –     | 0     | 0              | 0              | 0      | 0      | 144    | 0      |

## Interlandcarrière

### Nederlands amateurvoetbalelftal
Op 8 april 1997 debuteerde Abma voor Nederland amateurs in een vriendschappelijke wedstrijd tegen Engeland amateurs (0 – 0 gelijk).
| Interlands van Gert Abma     | Interlands van Gert Abma     | Interlands van Gert Abma     | Interlands van Gert Abma     | Interlands van Gert Abma     | Interlands van Gert Abma     |
| №                            | Datum                        | Wedstrijd                    | Uitslag                      | Soort Wedstrijd              | Doelpunten                   |
| Als speler bij SC Genemuiden | Als speler bij SC Genemuiden | Als speler bij SC Genemuiden | Als speler bij SC Genemuiden | Als speler bij SC Genemuiden | Als speler bij SC Genemuiden |
| ---------------------------- | ---------------------------- | ---------------------------- | ---------------------------- | ---------------------------- | ---------------------------- |
| 1.                           | 8 april 1997                 | Nederland – Engeland         | 0 – 0                        | Vriendschappelijk            | 0                            |
| 2.                           | 8 oktober 1997               | Nederland – Ierland          | 3 – 0                        | Vriendschappelijk            | 0                            |